# 古間村
古間村（ふるまむら）は、長野県上水内郡にあった村。現在の信濃町大字古間・荒瀬原・富濃にあたる。

## 地理
- 山：薬師岳、城山
- 河川：鳥居川
- 湖沼：野尻湖

## 歴史
- 1889年（明治22年）4月1日 - 町村制の施行により、古間村・荒瀬原村・富濃村の区域をもって発足。
- 1956年（昭和31年）
  - 1月1日 - 三水村の一部を編入。
  - 9月30日 - 信濃村・信濃尻村と合併して信濃町が発足。同日古間村廃止。

## 交通

### 鉄道路線
- 日本国有鉄道
  - 信越本線
    - 古間駅

### 道路
- 国道18号

現在は旧村域に上信越自動車道の黒姫野尻湖パーキングエリアが所在するが、当時は未開通。